# Eucopia linguicauda
Eucopia linguicauda är en kräftdjursart. Eucopia linguicauda ingår i släktet Eucopia och familjen Eucopiidae. Inga underarter finns listade i Catalogue of Life.